# François Lauters
François Georges Lauters (Brussel, 20 januari 1837 - Sint-Gillis, 26 maart 1915) was een Belgisch volksvertegenwoordiger.

## Levensloop
Beroepshalve was Lauters kleermakersknecht.
Hij werd op 21 oktober 1894 verkozen tot katholiek volksvertegenwoordiger voor het arrondissement Brussel en vervulde dit mandaat tot 5 juli 1896.